# Port lotniczy Capitan Avenida Juan Cochamanidis
Port lotniczy Capitan Avenida Juan Cochamanidis – port lotniczy zlokalizowany w boliwijskim mieście San Ignacio de Velasco.